# Foligno
Foligno är en stad i provinsen Perugia i regionen Umbrien i mellersta Italien. Kommunen hade 57 059 invånare (2018) 
och gränsar till kommunerna  Bevagna, Montefalco, Nocera Umbra, Sellano, Serravalle di Chienti, Spello, Trevi, Valtopina och Visso.
En av stadens främsta sevärdheter är katedralen, uppförd i romansk stil.
En frazione i kommunen heter San Giovanni Profiamma och där låg orten Forum Flaminii som grundades år 220 f.Kr. av censorn Gaius Flaminius Nepos under byggandet av Via Flaminia.